# ラム・パトロール
ラム・パトロール(Rum Patrol)は、禁酒法に基づき密輸摘発任務に従事したアメリカ沿岸警備隊の艦隊。
1917年12月18日に憲法修正第十八条が連邦議会を通過した。同修正法案は1919年1月16日に批准され、1920年1月16日にボルステッド法が全米で施行された。
禁酒法の成立によりアメリカ合衆国内への酒類の密輸が激増した。この問題に対処するため、25隻の旧式駆逐艦が海軍から財務省に移管され、沿岸警備隊の任務に就くこととなった。何隻かは密輸摘発任務で消耗し、代替の艦が要求されることとなった。この要求により5隻の駆逐艦が1930年および31年に財務省へ移管された。
これらの艦を密輸摘発任務に適応させるのは新たな艦を建造するよりも安上がりになると考えられた。旧式駆逐艦にとって休養になると思われた任務は、結局老朽化した装備のためその多くが武勇伝となった。多くの艦が、耐航性を回復するまでほぼ一年を要した。加えてこれらの艦は密輸摘発に使用された中で最大で最も洗練された艦艇であった。また、同任務のため訓練された人員はほとんどいなかったため、議会は新たな要員を何百名も増加させるのを承認しなければならなかった。多くが未経験者であったが、新たな乗員となり任務に従事した。
駆逐艦の内の数隻は第一次世界大戦前の742トンクラス「安物自動車 flivvers」であり、25ノット以上の速度で航行できた。これは密輸船を追跡する際の大きな利点であったが、より高速な小型艇には容易に振り切られた。そのためこれらの駆逐艦の任務は密輸船の母船を監視し、小型艇が積み荷の酒を陸揚げすることを妨げることであった。
1933年2月20日に憲法修正第二十一条（憲法修正第十八条の撤廃法案）が議会を通過し、1933年12月5日に批准された。これによりラム・パトロールの必要性はなくなり、駆逐艦は再び海軍に移管され、スクラップとして売却された。

## ラム・パトロール艦艇
| 沿岸警備隊における艦名・番号 | 海軍における艦名・番号       | 沿岸警備隊における就役年月日 | 沿岸警備隊における退役年月日 |
| ---------------------------- | ---------------------------- | ---------------------------- | ---------------------------- |
| USCGD Cassin (CG-1)          | USS Cassin (DD-43)           | 1924年8月30日                | 1933年6月5日                 |
| USCGD Conyngham (CG-2)       | USS Conyngham (DD-58)        | 1925年3月8日                 | 1933年6月5日                 |
| USCGD Cummings (CG-3)        | USS Cummings (DD-44)         | 1925年5月15日                | 1932年4月30日                |
| USCGD Downes (CG-4)          | USS Downes (DD-45)           | 1924年10月14日               | 1930年11月18日               |
| USCGD Ericsson (CG-5)        | USS Ericsson (DD-56)         | 1925年5月28日                | 1932年4月30日                |
| USCGD Porter (CG-7)          | USS Porter (DD-59)           | 1925年2月20日                | 1933年6月5日                 |
| USCGD Ammen (CG-8)           | USS Ammen (DD-35)            | 1925年1月22日                | 1931年5月18日                |
| USCGD Burrows (CG-10)        | USS Burrows (DD-29)          | 1925年6月30日                | 1931年2月14日                |
| USCGD Fanning (CG-11)        | USS Fanning (DD-37)          | 1925年5月30日                | 1930年8月12日                |
| USCG Henley (CG-12)          | USS Henley (DD-39)           | 1924年11月14日               | 1931年1月30日                |
| USCGD McCall (CG-14)         | USS McCall (DD-28)           | 1925年6月17日                | 1930年8月12日                |
| USCGD Monaghan (CG-15)       | USS Monaghan (DD-32)         | 1925年6月30日                | 1931年1月29日                |
| USCGD Patterson (CG-16)      | USS Patterson (DD-36)        | 1924年11月24日               | 1930年4月1日                 |
| USCGD Paulding (CG-17)       | USS Paulding (DD-22)         | 1925年1月23日                | 1930年8月12日                |
| USCGD Roe (CG-18)            | USS Roe (DD-24)              | 1925年5月30日                | 1930年3月4日                 |
| USCGD Hunt (CG-18)           | USS Hunt (DD-194)            | 1931年2月5日                 | 1934年5月28日                |
| USCGD Terry (CG-19)          | USS Terry (DD-25)            | 1925年6月30日                | 1930年8月12日                |
| USCGD Wood (CG-19)           | USS Welborn C. Wood (DD-195) | 1931年4月15日                | 1934年5月21日                |
| USCGD Trippe (CG-20)         | USS Trippe (DD-33)           | 1924年6月24日                | 1931年4月15日                |
| USCGD Semmes (CG-20)         | USS Semmes (DD-189)          | 1932年4月25日                | 1934年4月20日                |
| USCGD Davis (CG-21)          | USS Davis (DD-65)            | 1926年9月4日                 | 1933年6月5日                 |
| USCGD Shaw (CG-22)           | USS Shaw (DD-68)             | 1926年7月13日                | 1933年6月5日                 |
| USCGD Tucker (CG-23)         | USS Tucker (DD-57)           | 1926年9月29日                | 1933年6月5日                 |
| USCGD Wainwright (CG-24)     | USS Wainwright (DD-62)       | 1926年7月30日                | 1934年3月29日                |
| USCGD Wilkes (CG-25)         | USS Wilkes (DD-67)           | 1926年8月23日                | 1934年3月29日                |